# مزاح (خلق)
المَزْحَة لغة هي الدُّعابة، وهي نقيضُ الجِدِّ من مزَح يمزَح مَزحًا ومِزاحًا ومُزاحًا ومُزاحة وقد مازحه ممازحة ومِزاحًا والاسم المُزاح والمُزاحة.
واصطلاحًا المبَاسطة إلى الغير على جهة التَّلطُّف والاستعطاف، دون أذيَّة.

## التفريق بين المزاح وغيره من السمات

### الفرق بين المزاح والاستهزاء
أنَّ المزاح لا يقتضي تحقير من يمازِحه ولا اعتقاد ذلك فالتَّابع يُمَازِح المتبوع من الرُّؤساء والملوك ولا يقتضي ذلك تحقيرهم ولا اعتقاد تحقيرهم ولكن يقتضي الاستئناس بهم والاستهزاء يقتضي تحقير المسْتَهْزَأ به واعتقاد تحقيره.
```
المزاح يقال أنه الإيهام للشَّيء في الظَّاهر وهو على خلافه في الباطن من غير اغترارٍ للإيقاع في مكروه. والاستهزاء الإيهام لما يجب في الظَّاهر والأمر على خلافه في الباطن على جهة الاغترار.
[
6
]
```

### الفرق بين المزاح والمدَاعَبة
المدَاعَبة: ما لا يُغْضِب جِدُّه، والمزَاح: ما يُغْضِب جِدُّه.

### الفرق بين المزَاح والمجُون
أنَّ المجُون هو صلابة الوجه وقلَّة الحياء، من قولك: مَجَن الشَّيء يَمْجُن مُجُونًا إذا صَلُبَ وغَلُظَ، ومنه سُمِّيت الخشبة التي يَدقُّ عليها القَصَّار الثَّوب (مِيجَنة) والمجُون كلمة مُولَّدة لم تعرفها العرب وإنَّما تعرف أصلها.

### الفرق بين المزَاح والهَزْل
أنَّ الهَزْل يقتضي تواضع الهازل لمن يهْزِل بين يديه والمزَاح لا يقتضي ذلك فالملِك يُمَازِح خدمه وإن لم يتواضع لهم تواضع الهازل لمن يهْزِل بين يديه والنَّبي يُمَازِح ولا يجوز أن يُقال يهْزِل. ويقال لمن يسخر: يهْزِل، ولا يقال: يمزح.

## المزاح في السنة والسيرة النبوية
| مزاح (خلق) | كان النبيُّ ﷺ أحسنَ الناسِ خُلُقًا وكان لي أخٌ يُقالُ له أبو عُمَيرٍ -قال: أحسِبُه- فَطيم وكان إذا جاء قال (يا أبا عُمَيرٍ، ما فعَل النُّغَيرُ؟ نُغَرٌ كان يَلعَبُ به. | مزاح (خلق) |

قال ابن حجر وهو يعدِّد فوائد الحديث (وفيه جواز الممَازَحة وتكرير المزْح، وأنَّها إباحة سنَّة لا رخصة، وأنَّ مُمَازَحة الصَّبي الذي -لم يميِّز- جائزة وتكرير زيارة الممْزُوح معه، وفيه ترك التَّكبُّر والتَّرفُّع، والفرق بين كون الكبير في الطَّريق فيتَوَاقَر أو في البيت فيَمْزَح).
| مزاح (خلق) | إنِّي لأمزح، ولا أقول إلَّا حقًّا. | مزاح (خلق) |

قال المناوي في شرح الحديث: («إنِّي لأمزح». أي: بالقول، وكذا بالفعل، وتخصيصه بالأوَّل ليس عليه مُعَوَّل. «ولا أقول إلَّا حقًّا». لعصمتي عن الزَّلل في القول والعمل، وذلك كقوله لامرأة... ((لا يدخل الجنَّة عجوز))، وقوله لأخرى: ((لأحملنَّك على ولد النَّاقة)). وقيل لابن عيينة: المزَاح سُبَّة. فقال: بل سُنَّة، ولكن مَن يُحْسِنه. وإنَّما كان يمزح لأنَّ النَّاس مأمورون بالتَّأسِّي به، والاقتداء بهديه، فلو ترك اللَّطافة والبشاشة، ولزم العُبُوس والقُطُوب، لأخذ النَّاس مِن أنفسهم بذلك على ما في مخالفة الغريزة من الشَّفَقة والعناء، فمَزح ليمزحوا).
| مزاح (خلق) | حدثنا أصحاب رسول الله ﷺ: أنهم كانوا يسيرون مع رسول الله ﷺ في مسير فنام رجل منهم فانطلق بعضهم إلى نبل معه، فأخذها، فلما استيقظ الرجل فزع فضحك القوم فقال: ما يضحككم؟ فقالوا: لا إلا أنَّا أخذنا نبل هذا ففزع، فقال رسول الله ﷺ: لا يحل لمسلم أن يروع مسلمًا. | مزاح (خلق) |

```
قال 
الطحاوي
: (ففي هذا الحديث، ذكر ما فعله الرَّجل المذكور فيه، مِن أَخْذ كِنَانة صاحبه -ليرْتَاع بفقدها- على أنَّ ذلك عنده مباحٌ له، فقال له رسول الله 
ﷺ
 عند ذلك: ((لا يحلُّ لمسلم أن يروِّع مسلمًا))، فكان قوله ذلك له -بعد فعله ما فعله- ممَّا هو من جنس ما كان فعله نُعَيْمان بسويبط، وما كان فعله 
عبد الله بن حذافة
 -في حديث 
علقمة المدلجي
- بأصحابه ليضحكوا من ذلك، فقال رسول الله صلى الله عليه وسلم في حديث أبي ليلى لفاعل ما ذُكر فعله إيَّاه فيه: ((لا يحلُّ لمسلم أن يروِّع مسلمًا)). فكان ذلك تحريمًا منه لمثل ذلك، ونسخًا لما كان قد تقدَّمه، ممَّا ذكرناه في هذا الباب، ممَّا تعلَّق به من تعلَّق ممَّن يذهب إلى إباحة مثله، إن كان مباحًا حينئذ، واللهَ نسأله التوفيق).
[
15
]
```

| مزاح (خلق) | أنَّ رجلًا من أهل البادية كان اسمه زاهرًا، يهدي النَّبي ﷺ الهديَّة من البادية، فيجهِّزه النَّبي ﷺ إذا أراد أن يخرج، فقال رسول الله: إنَّ زاهرًا باديتنا، ونحن حاضروه. وكان رسول الله ﷺ يحبُّه، وكان رجلًا دميمًا، فأتاه رسول الله ﷺ وهو يبيع متاعه، فاحتضنه من خلفه، ولا يبصره الرَّجل، فقال: أرسلني، مَنْ هذا؟ فالتفت، فعرف النَّبي ﷺ، فجعل لا يَأْلُو ما ألصق ظهره بصدر النَّبي ﷺ حين عرفه، وجعل رسول الله ﷺ يقول: من يشتري العبد؟ فقال: يا رسول الله، إذًا والله تجدني كاسدًا، فقال رسول الله ﷺ: لكن -عند الله- لست بكاسد. أو قال: لكن -عند الله- أنت غال. | مزاح (خلق) |

## أقوال العلماء والسلف في المزاح بنوعيه
- كان العبَّاس  يقول: (مَزَح رسول الله ﷺ، فصار المزْح سنَّة).
- قيل لسفيان بن عيينة: المزَاح هُجنة. فقال: (بل سنَّة، ولكن الشَّأن فيمن يُحسِنه، ويضعه مواضعه)..
- قال علي : (ستٌّ مِن المروءة، ثلاثٌ في الحضر، وثلاثٌ في السَّفر، وأمَّا اللَّاتي في الحضر: فتلاوة كتاب الله، وعِمَارة مساجد الله، واتِّخاذ الإخوان في الله، وأمَّا اللَّاتي في السَّفر: فبذل الزَّاد، وحُسْن الخُلُق، والمزَاح في غير معاصي).
- قال عمر بن الخطاب : (مَن أكثرَ مِن شيءٍ عُرف به، ومَن مازح، استُخِفَّ به، ومن كَثُر ضَحِكه، ذهبت هيبته).
- قال سعيد بن العاص لابنه: (يا بُنَيَّ، لا تُمَازِح الشَّريف، فيحقد عليك، ولا تُمَازِح الدَّنيَّ، فيجترئ عليك).
- قال عمر بن عبد العزيز: (امتنعوا من المزَاح، تسلم لكم الأعراض).
- عن عيسى بن عبد العزيز، أنَّ عمر بن عبد العزيز كتب إلى عدي بن أرطأة: (اِنْهَ مَن قِبَلَك عن المزَاح، فإنَّه يُذْهِب المروءة، ويُوغِر الصَّدر).
- أوصى يَعْلَى بن مُنْيَة بثلاثٍ، فقال: (..إيَّاكم والمزَاح؛ فإنَّه يُذهب بالبهاء، ويُعْقِب المذمَّة، ويزري بالمروءة..).

## حكم المزاح في الإسلام
المزَاح مباحٌ، وقد يُسْتَحبُّ إذا كان فيه تَطْيِيب نفس المخَاطَب ومؤانسته بالضَّوابط الشَّرعية، وقد يكون منهيًّا عنه إذا أفرط فيه صاحبه أو داوم عليه أو كان فيه تحقيرٌ أو استهزاء أو كذب أو ترويع لمسلم أو نحوه ممَّا فيه ضرَر.
وقال القاري: (صرَّح العلماء بأنَّ المزَاح -بشرطه- من جملة المستحبَّات).
قال النَّوويُّ: (اعلم أنَّ المزَاح المنهيَّ عنه، هو الذي فيه إفراط ويُداوَم عليه، فإنَّه يُورث الضَّحك، وقسوة القلب، ويُشغل عن ذكر الله، والفِكْر في مهمَّات الدِّين، ويؤول في كثيرٍ من الأوقات إلى الإيذاء، ويُورث الأحقاد، ويُسقط المهابة والوَقار، فأمَّا ما سَلِم مِن هذه الأمور، فهو المباح الذي كان رسول الله ﷺ يفعله على النُّدرة؛ لمصلحة تَطْيِيب نفس المخَاطب ومؤانسته، وهو سنَّةٌ مستحبَّة).
وقال المرتضى الزبيدي: (قال الأئمَّة: الإكثار منه، والخروج عن الحدِّ، مخلٌّ بالمروءة والوَقَار، والتَّنزُّه عنه بالمرَّة والتَّقبُّض، مخلٌّ بالسُّنَّة والسِّيرة النَّبويَّة المأمور باتِّباعها والاقتداء، وخير الأمور أوسطها).

## أنواع المزاح
قد يكون المزاح محمودًا وقد يكون مذمومًا.

### المزاح المذموم
هو ماشتمل على محظور من المحظورات كترويع المسلمين أو الكذب أوغلب على صاحبه وأفرط فيه. يقول النَّوويُّ: (المزاح المنهيَّ عنه هو الذي فيه إفراط ويُداوَم عليه فإنَّه يورث الضَّحك وقسوة القلب، ويشغل عن ذكر الله والفِكْر في مهمَّات الدِّين، ويؤول في كثيرٍ من الأوقات إلى الإيذاء ويُورث الأحقاد ويُسقِط المهابة).
- أضرار المزاح المذموم:

1- الإفراط والمبالغة في المزَاح مَضْيَعة للوقت، والمداومة عليه تدلُّ عدم تقدير للوقت المهْدَر الذي كان ينبغي أن يستغلَّ فيما هو أولى.
2- الإكثار من المزَاح، يجلب كثرة الضَّحك، وقسوة القلب:
وقد مرَّ النَّبي ﷺ على قوم يتضاحكون ويتمازحون، فقال لهم: ((أكثروا من ذكر هاذم اللَّذَّات))، فنبَّههم إلى ما يُلين قلوبهم، بدل ما هم فيه من كثرة الضَّحك الذي يقسِّي القلب.
3- المزَاح المذموم يؤول في كثيرٍ من الأحيان إلى الإيذاء، وتوريث الأحقاد، فينبغي تجنُّبه.
4- قد يؤدي المزاح إلى الكذب، فيكذب كي يُضحك الناس، فيدخل في وعيد رسول الله له بالويل:
قال رسول الله ﷺ: ((وَيْلٌ لِلَّذِي يُحَدِّثُ فَيَكْذِبُ لِيُضْحِكَ بِهِ الْقَوْمَ وَيْلٌ لَهُ وَيْلٌ لَهُ)).
5- المُكثِر من المزاح، تذهِب مهابته من قلوب النَّاس، ويذهِب عنه الوَقار.

### المزاح المحمود
هو ما سَلِم من المحظورات الشرعية، ولم يغلب على صاحبه، وكانت فيه مصلحة، وتحققت فيه الضوابط الشرعية. وقال النَّوويُّ:(فأمَّا ما سَلِم من هذه الأمور فهو المباح الذي كان رسول الله ﷺ يفعله على النُّدرة لمصلحة تَطْيِيب نفس المخَاطَب ومؤانسته، وهوسنة مستحبَّة).
- الضوابط الشرعية للمزاح :

1- ألا يكون فيه استهزاء بشيء من أمور الدِّين:
فالاستهزاء بالدِّين، يُعتبر ناقضًا مِن نواقض الإسلام، ومُخْرِجًا لصاحبه من الملَّة، قال سبحانه وتعالى: ((وَلَئِن سَأَلْتَهُمْ لَيَقُولُنَّ إِنَّمَا كُنَّا نَخُوضُ وَنَلْعَبُ قُلْ أَبِاللّهِ وَآيَاتِهِ وَرَسُولِهِ كُنتُمْ تَسْتَهْزِؤُونَ* لاَ تَعْتَذِرُواْ قَدْ كَفَرْتُم بَعْدَ إِيمَانِكُمْ))[التَّوبة: 65-66].
2- أن لا يتضمَّن المزَاح سخريةً أو استهزاءً بالآخرين:
ولا يخفى أنَّ السُّخرية بالآخرين، تُعتبر كبيرةً من الكبائر، قال سبحانه وتعالى: ((يَا أَيُّهَا الَّذِينَ آمَنُوا لا يَسْخَرْ قَومٌ مِّن قَوْمٍ عَسَى أَن يَكُونُوا خَيْرًا مِّنْهُمْ وَلا نِسَاء مِّن نِّسَاء عَسَى أَن يَكُنَّ خَيْرًا مِّنْهُنَّ وَلا تَلْمِزُوا أَنفُسَكُمْ وَلا تَنَابَزُوا بِالأَلْقَابِ بِئْسَ الاِسْمُ الْفُسُوقُ بَعْدَ الإِيمَانِ وَمَن لَّمْ يَتُبْ فَأُوْلَئِكَ هُمُ الظَّالِمُونَ)) [الحجرات: 11].
3- أن يكون المزَاح بصدق لا كذب فيه:
فلا يُدخِل المازح فيه الكذبَ من أجل إضحاك من حوله، فقد جعل النَّبي ﷺ هذا ضابطًا لمزْحِه الذي يجب علينا أن نتأسَّى به فيه، وذلك عندما قال له الصَّحابة -رضوان الله عليهم-: يا رسول الله، إنَّك تداعبنا! قال: ((إنِّي لا أقول إلَّا حقًّا)). وقال ﷺ: ((ويلٌ للذي يحدِّث فيكذب ليضحك به القوم، ويلٌ له، ويلٌ له)).
4- أن لا يترتَّب على مزاحه ضرر على الآخرين:
وذلك مثل ترويع الشَّخص بقصد المزَاح معه، فقد نهى النَّبي ﷺ عن ذلك، فعن عبد الرحمن بن أبي ليلى قال: ((حدثنا أصحاب رسول الله ﷺ: أنهم كانوا يسيرون مع رسول الله ﷺ في مسير فنام رجل منهم فانطلق بعضهم إلى نبل معه، فأخذها، فلما استيقظ الرجل فزع فضحك القوم فقال: ما يضحككم؟ فقالوا: لا إلا أنَّا أخذنا نبل هذا ففزع، فقال رسول الله ﷺ: لا يحل لمسلم أن يروع مسلمًا)).
5- أن لا يجعل المزَاح عادته وشاغله:
وإنَّما يكون كالملح في الطَّعام، فإنَّ الإكثار من المزَاح مُذْهِب للمروءة، ويُفقد الشَّخص الهيبة، وقد يؤدِّي إلى أن يجعل الشَّخص عرضةً لسخرية الآخرين منه. كما ينبغي عليه ألا يبالغ في المزَاح، ولا يطيل فيه.
6- أن يراعي الشَّخصَ الذي يمزح معه:
فما كلُّ أحدٍ يُمْزَح معه، ولا بدَّ من إنزال النَّاس منازلهم في المزَاح، فقد قيل: (لا تمازح الشَّريف فيحقد عليك، ولا الدَّنيَّ فيجترئ عليك). فلا يكون مع مَن لا يليق بهم المزْح؛ ممَّن يحرجهم لمكانتهم، ولا يكون مع السُّفهاء؛ حتى لا يجترئوا على المازح.
7- أن يخلو المزاح من المعاصي التي كثيرًا ما تصاحبه:
وذلك كالغيبة والهَمْز واللَّمز.
8- اختيار الوقت المناسب للمزاح:
وهذا من الضَّوابط المهمَّة للمَزْح، فليس كلُّ وقتٍ يَصلُح للمِزَاح، ولا كلُّ زمانٍ تليق فيه الدُّعابة.
- فوائد المزاح المحمود:

1- المزَاح المعتدل يحبِّب الشَّخص إلى النَّاس، ويُكسبه وُدَّهم، ويجعله مرغوبًا محبوبًا.
قال تعالى : ((..وَلَوْ كُنتَ فَظًّا غَلِيظَ الْقَلْبِ لَانفَضُّوا مِنْ حَوْلِكَ ۖ..)) [آل عمران:159]
2- التَّخفيف عن النَّفس، وإبعاد الملَالة والسَّأَم عنها، ولتنشط للعبادة والذكر.
مما ينسب لعلي  قوله: ((روحوا القلوب ساعة فإنها إذا أكرهت عميت)).
وعن قسامة بن زهير قال: (روحوا القلوب تعي الذكر).
3- مؤانسة الأصحاب، وإدخال السُّرور عليهم.